# Mikael Ericsson
Mikael Ericsson (28 de febrero de 1960) es un piloto de rally sueco que ha competido en el Campeonato Mundial de Rally entre 1981 y 1993, logrando dos victorias en 1989, en el Rally de Argentina y Rally de Finlandia.

## Trayectoria

### Victorias en el WRC
| N.º | Año  | Rally                 | Copiloto       | Automóvil              |
| --- | ---- | --------------------- | -------------- | ---------------------- |
| 1   | 1989 | 9.º Rally Argentina   | Claes Billstam | Lancia Delta Integrale |
| 2   | 1989 | 39th 1000 Lakes Rally | Claes Billstam | Mitsubishi Galant VR-4 |